# Coricuma nicoyensis
Coricuma nicoyensis är en kräftdjursart som beskrevs av Watling och Breedy 1988. Coricuma nicoyensis ingår i släktet Coricuma och familjen Leuconidae. Inga underarter finns listade i Catalogue of Life.